# Kościół św. Albana w Kopenhadze
Kościół św. Albana w Kopenhadze – neogotycki kościół anglikański zlokalizowany w stolicy Danii, Kopenhadze. Najstarszy kościół anglikański w Danii.

## Historia
Budowa kościoła została zainicjowana przez księcia Walii, późniejszego króla Edwarda VII, w odpowiedzi na rosnącą potrzebę posiadania miejsca kultu dla brytyjskiej społeczności mieszkającej w Kopenhadze. Architektem zatrudnionym przy budowie był Anglik Arthur Blomfield, który zaprojektował świątynię w stylu neogotyckim.
Kamień węgielny symbolicznie położyła w 1885 roku Aleksandra, księżniczka duńska, żona króla Wielkiej Brytanii Edwarda VII, a budowę zakończono w 1887 roku. Kościół został konsekrowany w 1887 roku przez biskupa Londynu, Fredericka Temple. Od tego czasu kościół św. Albana pełni funkcję kościoła parafialnego, będąc jednocześnie ważnym centrum kulturalnym i społecznym dla brytyjskiej i międzynarodowej społeczności w Danii.